# Zábřeh
Zábřeh (deutsch Hohenstadt an der March) ist eine Stadt in Tschechien. Sie liegt zwölf Kilometer südwestlich von Šumperk an der Moravská Sázava und gehört dem Okres Šumperk an.

## Geographie
Zábřeh befindet sich in 285 m ü. M. am östlichen Fuße der Zábřežská vrchovina (Hohenstädter Bergland) am linken Ufer der Moravská Sázava und wird von deren Zufluss Krumpašský potok durchflossen. Östlich der Stadt liegt die Flussebene der March. Durch Zábřeh führt die Silnice I/44 von Mohelnice nach Bludov sowie die zweitrangigen Staatsstraßen II/315 von Lanškroun nach Úsov und die 369 nach Vyšehoří. Die Stadt liegt an der Eisenbahnstrecke von Česká Třebová nach Olmütz und der abzweigenden Trasse nach Šumperk.
Nachbarorte sind Rovensko im Norden, Postřelmov im Nordosten, Lesnice im Osten, Leština und Rájec im Südosten.

## Stadtgliederung
Zur Stadt Zábřeh gehören die Ortsteile Dolní Bušínov (Niederbuseln), Hněvkov (Nefke), Pivonín (Piwonin) und Václavov (Watzelsdorf) sowie die Ortslagen Krumpach, Levenov (Löwenau), Ráječek (Klein Rasel), Rudolfov (Rudolfsthal) und Skalička (Skalitz).

## Geschichte

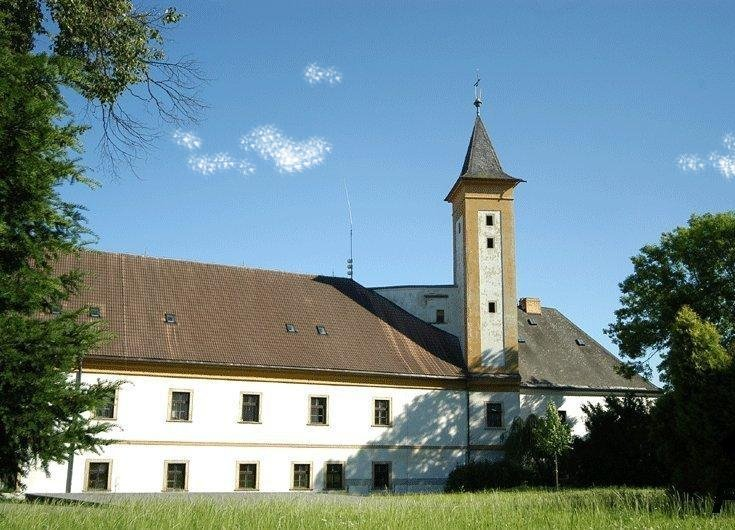
Schloss Zábřeh

Die erste urkundliche Erwähnung von Zábřeh stammt aus dem Jahre 1254, ihr Besitzer war zu der Zeit Sulislaus von Hohenstein (Sulislav ze Zábřeha). 1275 wurde das Stadtrecht verliehen. Das Geschlecht von Hohenstein (ze Zábřeha) war zu dieser Zeit neben den Hrabischitz auf Moravská Třebová die bedeutendste Adelsfamilie der Umgebung. Seit 1289 ist die Existenz einer Burg belegt. 1343 erwarben die Sternberger die Herrschaft Hohenstadt, nächste Besitzer waren die Krawarn und ab 1442 die Tunkl von Brünnles. Unter den Tunkl wurde die Herrschaft mit Hochstein und Brünnles vereint. Es wurden Fischteiche an der March und Moravská Sázava angelegt, von denen einzig der Oborník (Schlossteich) heute noch erhalten ist und den Fluss einschließlich des Krumbaches reguliert. Da Georg von Tunkl ein Anhänger des Königs Georg von Podiebrad war, kam es 1468 bei Hohenstadt zu Kämpfen mit dem ungarischen König Matthias Corvinus. 1510 verkaufte Heinrich/Jindřich Tunkl Hohenstadt mit Brünnles und Eisenberg an der March an Nikolaus Trčka von Lípa, der die Herrschaft Hohenstadt, die aus 35 Dörfern bestand, drei Jahre später an Ladislav von Boskowitz veräußerte. Unter den Boskowitz gelangte die Herrschaft zu Reichtum. 
1546 wird die Stadt durch Feuer vernichtet. 1550 werden die Wälder der Flur Klarinka urbar gemacht und es wird eine erste Wasserleitung angelegt. 1567 lässt Johann von Boskowitz den Park am Ringplatz anlegen. 1569 erfolgt der Bau des herrschaftlichen Brauhauses unterhalb des Schlosses.
1581 gründeten die Böhmischen Brüder die erste Schule in Hohenstadt. 1589 übertrug Johann „Šembera“ von Boskowitz und Černahora (Jan Šembera Černohorský z Boskovic) die Herrschaft Hohenstadt seinem Neffen Ladislav Velen von Zerotein. Da er 1618 auf Seiten der Aufständischen stand, wurden seine Güter nach der Schlacht am Weißen Berg 1622 vom Kaiser konfisziert und dem Statthalter von Böhmen, Karl von Liechtenstein übertragen. 
In der Folge litt Hohenstadt mehrfach während des Dreißigjährigen Krieges. 1623 wurde die Stadt durch Einfälle von Wallonen und Kosaken belästigt, dabei wüteten die Pest und andere Krankheiten und viele Menschen starben. 1627 war die Stadt von kaiserlichen Truppen besetzt, darunter Colloredo und die wegen ihrer Grausamkeit verrufenen Wallonen. 1633 lagen in der Stadt Wallenstein'sche Truppen. Die Stadt war außerstande, die ihr auferlegten Kontributionen auszuführen, so dass ihr Exekutionsquartierungen auferlegt wurden. 1639 und 1640 kam es zu Belästigungen durch herumstreifende feindliche Truppen. 1642 traf die Reiterei des schwedischen Generals Dunquart vor Hohenstadt ein, fand die Tore verschlossen, äscherte den Meierhof ein und wollte dasselbe mit der Stadt tun. Darauf entschloss sich die Stadt zur Übergabe und musste eine Brandschatzung von 600 Talern bezahlen. In den folgenden sieben Jahren hatte die Stadt die ihr auferlegten Kontributionen in Mährisch Neustadt, dem Stützpunkt des Feindes, zu entrichten. Nach der Schlacht von Beitenfeld bei Leipzig am 2. November 1642 zogen wieder starke schwedische Besatzungstruppen in Hohenstadt ein und verließen die Stadt erst wieder im Herbst 1645.
Unter den Liechtensteinern wurde das Schloss 1661 teilweise renoviert und 1727–1736 durch Um- und Anbauten erweitert und barockisiert.
Nach der Aufhebung der Patrimonialherrschaften wurde Hohenstadt 1850 Sitz eines politischen Bezirkes und eines Gerichtsbezirkes. Die entsprechenden Ämter wurden im Schloss untergebracht, das die Stadt 1848 von den Liechtensteinern erworben hatte. Bereits 1842 wurde durch die k.k. Nördliche Staatsbahn der Bau der Eisenbahn von Olmütz nach Prag begonnen und 1845 fuhr der erste Zug durch Hohenstadt. 1871 wurde die Zweigbahn nach Mährisch Schönberg eröffnet, wodurch Hohenstadt zu einem Eisenbahnknotenpunkt wurde. Nachfolgend setzte eine Industrialisierung ein. Bedeutende Unternehmen waren die Baumwollspinnerei, Zwirnerei, Rotgarnfärberei, Seidenweberei, Maschinenwerkstätten, Nägelfabrik und die Brauerei.
1890 lebten in Hohenstadt 2940 Menschen, davon waren 2082 Deutsche. Nach der Gründung der Tschechoslowakei 1918 erhielt Hohenstadt die amtliche Ortsbezeichnung Zábřeh. Um 1920 erfolgte die Eingemeindung von Krumpach und 1930 hatte Hohenstadt 5389 Einwohner. Infolge des Münchner Abkommens wurde Zábřeh/Hohenstadt 1938 dem Deutschen Reich eingegliedert und war bis 1945 Sitz des Landkreises Hohenstadt, Regierungsbezirk Troppau, im Reichsgau Sudetenland. 
Am Ende des Zweiten Weltkrieges zogen täglich Flüchtlingstrecks durch die Stadt. Am 6. Mai 1945 stand die Rote Armee bei Lesche und es kam zu Artilleriegefechten zwischen den gegnerischen Streitkräften, wobei Häuser in Brand geschossen und Menschen getötet wurden. Am 8. Mai wurde die Stadt von der Roten Armee besetzt. Die meisten anwesenden Männer, aber auch Frauen wurden in Gefängnissen und Lagern festgehalten, Frauen und Mädchen vergewaltigt. Jede Gewalttätigkeit der Tschechen mussten sich die Deutschen gefallen lassen, alle Demütigungen ertragen um zu überleben. Für sie gab es kein Fleisch, keine Nährmittel, weder Butter noch Eier. Gasthäuser, Kinos und Krankenhäuser waren für sie gesperrt. Sie durften nicht mit der Bahn fahren, Ärzte und Zahnärzte durften sie nicht behandeln und Gottesdienste in deutscher Sprache waren untersagt.
Nach dem Zweiten Weltkrieg fiel die Stadt an die Tschechoslowakei zurück und wurde wiederum in Zábřeh umbenannt. 1946 wurde die deutsche Bevölkerung vertrieben.
Sage vom Teufelspflug
Östlich der Stadt entstanden zum Ende des 15. Jahrhunderts in der Marchebene mit dem Stadtteich und dem Großen und Kleinen Zadworschitzer Teichen (Závořické rybníky) mehrere große Fischteiche. Wegen der für den Bau und die Unterhaltung der Teiche den Untertanen auferlegten hohen Lasten kam es 1494 zu einem Aufstand. Dabei überfielen rebellierende Untertanen Georg den Älteren von Tunkl und verletzten ihn tödlich. Nachfolgend entstand die Sage, dass Tunkl nach seinem Tode zur Strafe in jeder Nacht unter der Geißel des Teufels vor einen Pflug gespannt, den Grund der Zadworschitzer Teiche umpflüge.

## Bevölkerung
| Jahr | Einwohner | Anmerkungen                                                                                 |
| ---- | --------- | ------------------------------------------------------------------------------------------- |
| 1880 | 2.639     | davon 1.680 Deutsche                                                                        |
| 1890 | 2.940     | davon 2.082 Deutsche                                                                        |
| 1900 | 3.011     | davon 2.206 Deutsche                                                                        |
| 1910 | 3.566     | davon 2.423 Deutsche                                                                        |
| 1921 | 5.389     | davon 1.650 Deutsche - ohne Krumpach: 1.589 Deutsche und 2.241 Tschechen                    |
| 1930 | 4.827     | davon 1.803 Deutsche und 2.920 Tschechen (in den Gemeindegrenzen von 1939: 6.247 Einwohner) |
| 1939 | 6.554     | davon ca. 2.117 Deutsche                                                                    |

| Jahr | Einwohner |
| ---- | --------- |
| 1967 | 10.687    |
| 1970 | 10.598    |
| 1980 | 15.295    |
| 1990 | 15.935    |

| Jahr | Einwohner |
| ---- | --------- |
| 2000 | 14.725    |
| 2010 | 14.004    |
| 2020 | 13.479    |
| 2022 | 13.434    |

(Stand: 31.12. des jeweiligen Jahres)

## Städtepartnerschaften
- Handlová, Slowakei
- Ochsenfurt, Deutschland

## Sehenswürdigkeiten
- Das Schloss Hohenstadt entstand an der Stelle einer gotischen Burg aus dem 13. Jahrhundert im Stil der Renaissance. Nach einer Renovierung 1661 wurde es 1727–1736 barockisiert und 1849 von den Liechtensteinern an die Stadt verkauft.
- Die Pfarrkirche St. Bartholomäus entstand 1756 nach Entwurf von Domenico Martinelli, erst nach dessen Tod. Sie besitzt eine reiche Barockausstattung mit Gemälden des aus Müglitz stammenden Malers Thaddäus Supper.
- Auf dem Marktplatz befinden sich eine Mariensäule (Pestsäule) von 1713 und ein Empirebrunnen aus dem Jahr 1829.
- Die Barbarakirche auf dem alten Friedhof wurde im 15. Jahrhundert von der Brüderunität errichtet und 1772 umgebaut. In ihr wurden Johann Amos Comenius und dessen erste Frau Magdalena Vizovská getraut.
- Das Haus Unter den Lauben ist ein städtisches Baudenkmal und Geburtshaus der Magdalena Vizovská. Es dient als Stadtmuseum und beherbergt neben stadtgeschichtlichen Expositionen eine Ausstellung über Jan Welzl.
- Pfarrmuseum
- Standbild Jan Welzls vor dem Bahnhof
- Tunkl-Hof, heute städtische Galerie
- Evangelische Christuskirche, gestiftet durch die Unternehmerfamilie Brass

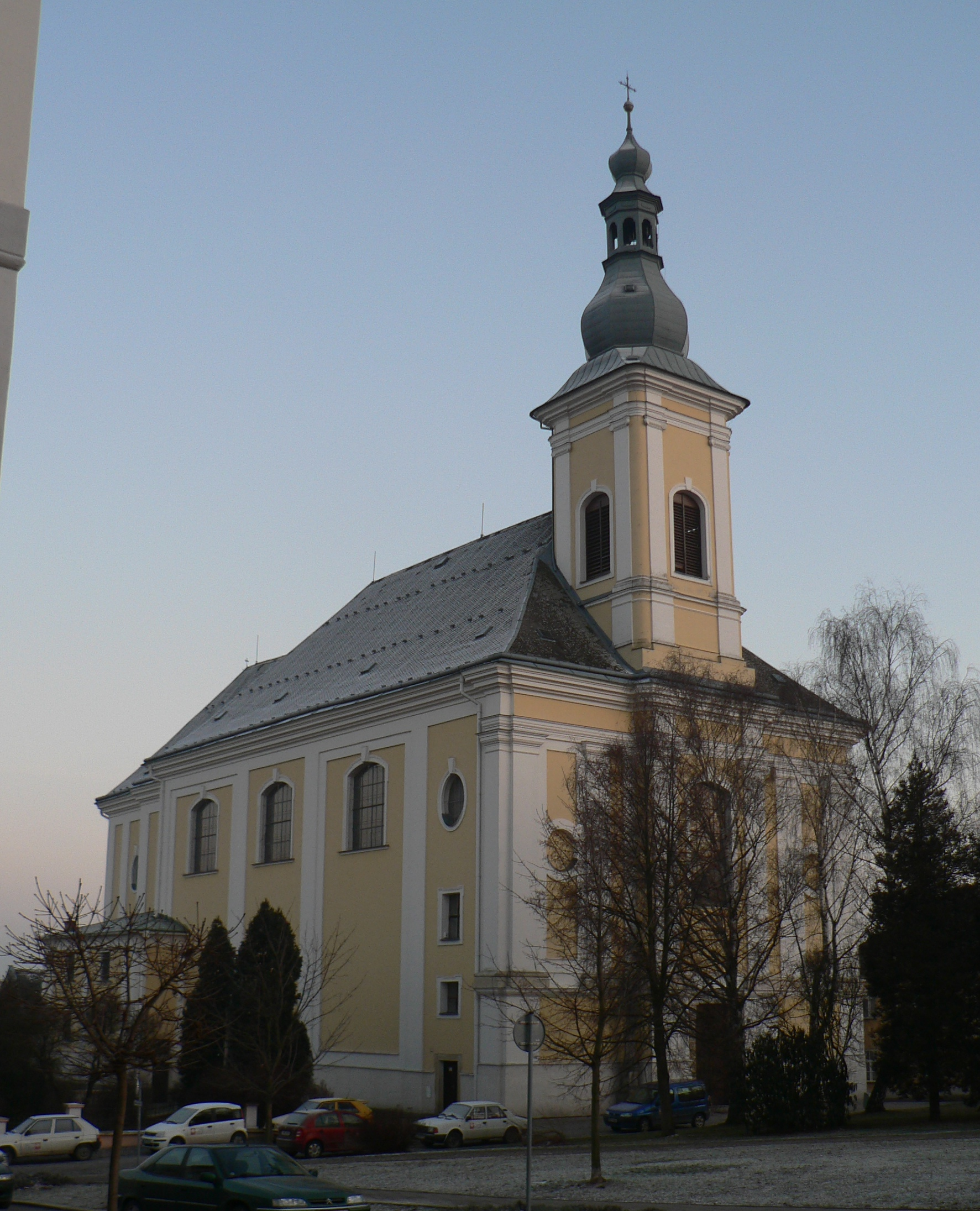
Bartholomäuskirche
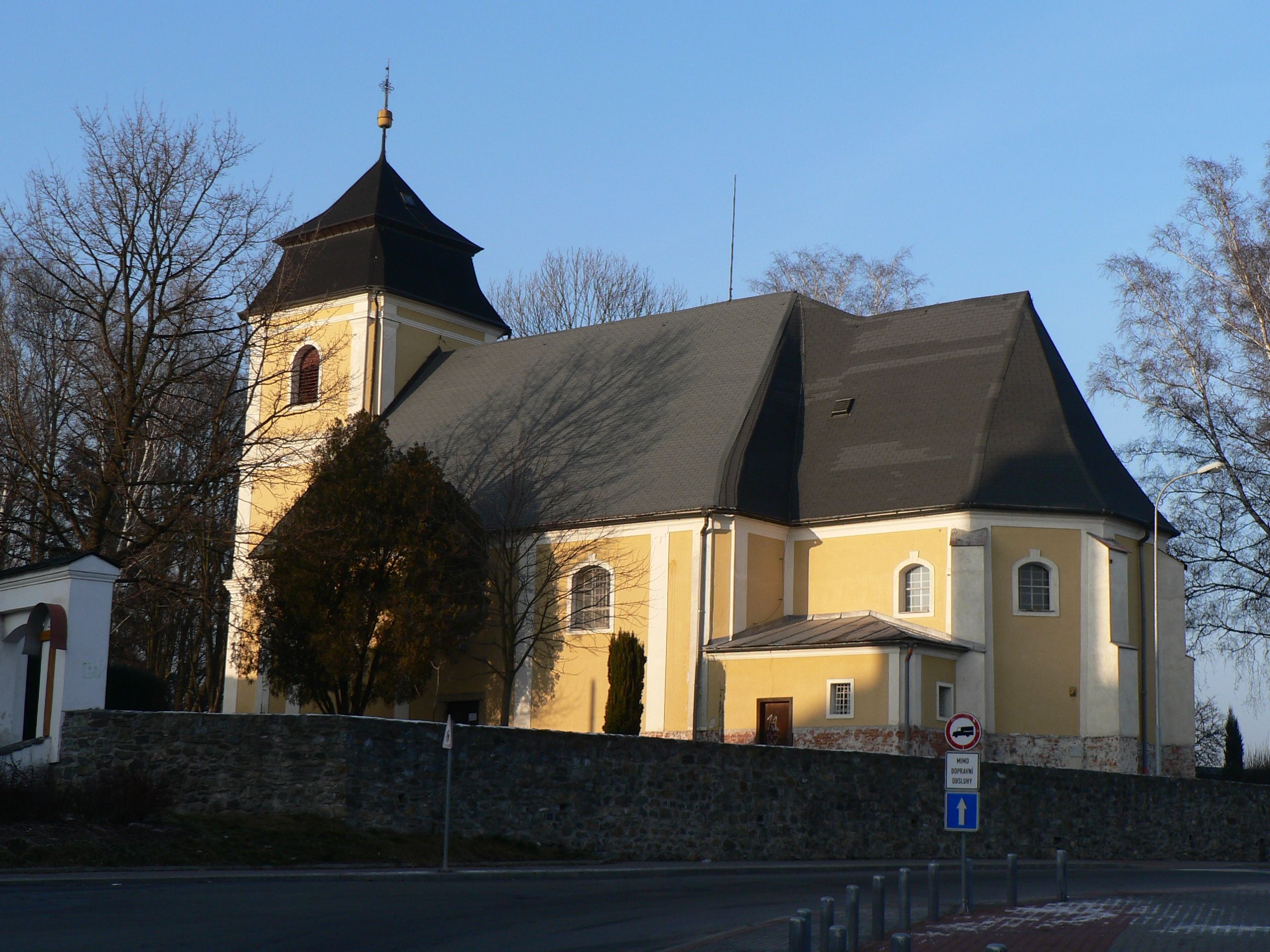
Barbarakirche
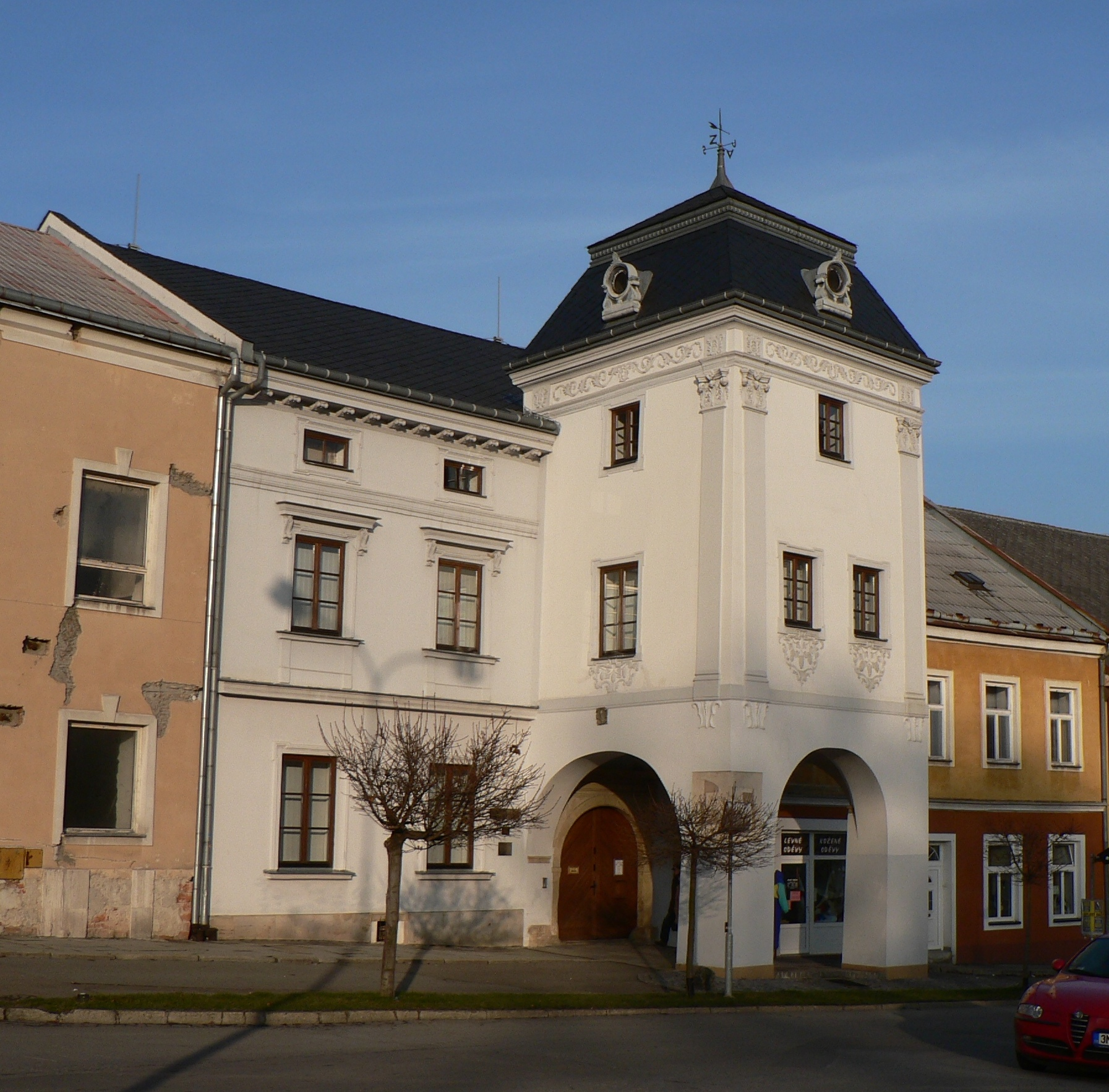
Pfarrmuseum
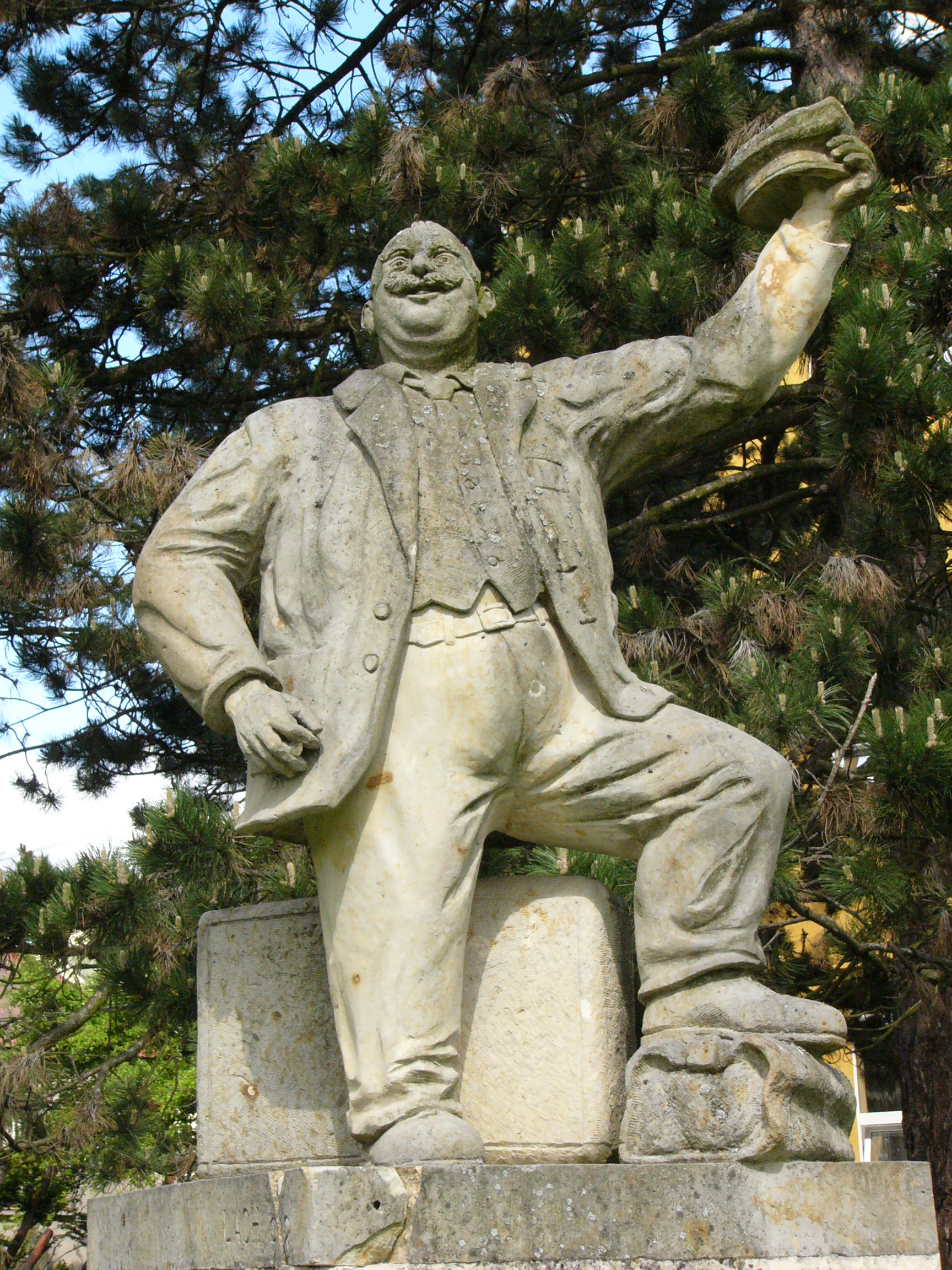
Jan-Welzl-Standbild

## Persönlichkeiten
Ehrenbürger
- Karel Lukas (1897–1949), tschechoslowakischer General und 1947 Opfer des Kommunismus, die 1950 aberkannte Ehrenbürgerwürde erhielt er 1990 zurück
- Jan Welzl (1868–1948), 2000, posthum

Söhne und Töchter der Stadt
- Georg Vetter (1536–1599), Kirchenlieddichter
- Magdalena Vizovská (um 1600–1622), erste Frau des Pädagogen und Brüderbischofs Johann Amos Comenius
- Moritz Fröhlich von Feldau (1825–1896), Eisenbahnbauunternehmer
- Jan Welzl (1868–1948), Polarforscher
- Kurt Brass (1880–1964), österreichischer, tschechoslowakischer und deutscher Chemieingenieur
- Ctirad Kohoutek (1929–2011), Komponist, Musikpädagoge und -wissenschaftler
- Luboš Kohoutek (1935–2023), Astronom
- Walter Hehl (* 1944), Physiker und Autor
- Jaroslav Mostecký (1963–2020), Autor
- Jiří Valík (* 1966), Sprinter
- Jiří Friedl (* 1976), Historiker
- Andrea Elsnerová (* 1977), Schauspielerin
- Ondřej Bank (* 1980), Skirennläufer
- Emil Novák (* 1989), Snowboarder
- Robin Wagner (* 1993), Radsportler

mit der Stadt verbunden
- Wilhelm Engelbert Brass (1819–1897), Textilfabrikant in Hohenstadt
- Hermann Brass (1855–1938), Textilfabrikant in Hohenstadt, Obmann des Bundes der Deutschen in Nordmähren